# Primera División 1984-1985 (Spagna)
La Primera División 1984-1985 è stata la 54ª edizione della massima serie del campionato spagnolo di calcio, disputato tra il 1º settembre 1984 e il 21 aprile 1985 e concluso con la vittoria del Barcellona, al suo decimo titolo.
Capocannoniere del torneo è stato Hugo Sánchez (Atlético Madrid) con 19 reti.

## Stagione

### Avvenimenti
Il torneo vide il dominio del Barcellona, che dopo aver vinto le prime cinque partite dette avvio alla fuga. Dietro alla capolista si contesero il ruolo di inseguitrice il Valencia, il Real Madrid (che concluse il girone di andata a -4 dai blaugrana) ed infine l'Atlético Madrid, che non seppero tenere il ritmo del Barcellona, laureatosi per la decima volta campioni di Spagna con tre giornate di anticipo, grazie ad un vantaggio di nove punti (divenuti alla fine 10) sulla seconda. La vittoria dell'Atlético Madrid in Coppa del Re lasciò libero un posto in zona UEFA, occupato dall'Osasuna, avvantaggiato negli scontri diretti nei confronti della Real Sociedad e dell'Español.
Nella lotta per la salvezza, accompagnò l'Elche e il Real Murcia già retrocesse il Malaga, a pari punti con Real Valladolid ed Hércules alla vigilia dell'ultima giornata e bruciato all'ultimo tuffo.

## Allenatori
- Real Madrid: dimesso Amancio Amaro, subentrato Luis Molowny
- Real Betis: esonerato Luis Cid, subentrato José Alzate
- Hércules: esonerato Torres, subentrato ed esonerato Carlos Jurado, subentrato Núñez
- Elche: esonerato Antonio Ruiz, subentrato Carlos Bonet
- Real Murcia: esonerato Eusebio Ríos, subentrato Vicente Campillo

## Classifica finale
|       | Pos. | Squadra          | Pt | G  | V  | N  | P  | GF | GS | DR  |
| ----- | ---- | ---------------- | -- | -- | -- | -- | -- | -- | -- | --- |
|       | 1.   | Barcellona       | 53 | 34 | 21 | 11 | 2  | 69 | 25 | +44 |
| [ 2 ] | 2.   | Atlético Madrid  | 43 | 34 | 16 | 11 | 7  | 51 | 28 | +23 |
|       | 3.   | Athletic Bilbao  | 41 | 34 | 13 | 15 | 6  | 39 | 26 | +13 |
|       | 4.   | Sporting Gijón   | 41 | 34 | 13 | 15 | 6  | 34 | 23 | +11 |
| [ 3 ] | 5.   | Real Madrid      | 36 | 34 | 13 | 10 | 11 | 46 | 36 | +10 |
|       | 6.   | Osasuna          | 34 | 34 | 13 | 8  | 13 | 38 | 38 | 0   |
|       | 7.   | Real Sociedad    | 34 | 34 | 11 | 12 | 11 | 41 | 33 | +8  |
|       | 8.   | Español          | 34 | 34 | 11 | 12 | 11 | 40 | 44 | -4  |
|       | 9.   | Valencia         | 33 | 34 | 9  | 15 | 10 | 40 | 37 | +3  |
|       | 10.  | Real Saragozza   | 33 | 34 | 11 | 11 | 12 | 39 | 39 | 0   |
|       | 11.  | Racing Santander | 32 | 34 | 10 | 12 | 12 | 27 | 34 | -7  |
|       | 12.  | Siviglia         | 31 | 34 | 10 | 11 | 13 | 29 | 41 | -12 |
|       | 13.  | Real Valladolid  | 30 | 34 | 7  | 16 | 11 | 39 | 45 | -6  |
|       | 14.  | Real Betis       | 30 | 34 | 11 | 8  | 15 | 37 | 43 | -6  |
|       | 15.  | Hércules         | 30 | 34 | 9  | 12 | 13 | 28 | 45 | -17 |
|       | 16.  | Malaga           | 29 | 34 | 7  | 15 | 12 | 23 | 36 | -13 |
|       | 17.  | Elche            | 26 | 34 | 6  | 14 | 14 | 18 | 37 | -19 |
|       | 18.  | Real Murcia      | 22 | 34 | 6  | 10 | 18 | 24 | 52 | -28 |

Legenda:
      Campione di Spagna ed ammessa alla Coppa dei Campioni 1985-1986.
      Ammesse alla Coppa delle Coppe 1985-1986.
      Ammesse alla Coppa UEFA 1985-1986.
      Retrocesse in Segunda División 1985-1986.
Regolamento:
Due punti a vittoria, uno a pareggio, zero a sconfitta.
In caso di arrivo di due o più squadre a pari punti, la graduatoria verrà stilata secondo la classifica avulsa tra le squadre interessate che prevede, in ordine, i seguenti criteri:
- Punti negli scontri diretti.
- Differenza reti negli scontri diretti.
- Differenza reti generale.
- Reti realizzate in generale.

## Risultati

### Tabellone
|                  | ATB  | ATM  | BAR  | BET  | ELC  | ESP  | HÉR  | MLG  | MUR  | OSA  | RAC  | RMA  | RSA  | RSO  | RVL  | SIV  | SPG  | VAL  |
| ---------------- | ---- | ---- | ---- | ---- | ---- | ---- | ---- | ---- | ---- | ---- | ---- | ---- | ---- | ---- | ---- | ---- | ---- | ---- |
| Athletic Bilbao  | –––– | 2-2  | 1-0  | 1-1  | 0-0  | 2-1  | 4-1  | 4-1  | 1-0  | 5-0  | 1-0  | 0-0  | 0-3  | 1-1  | 1-1  | 0-0  | 2-0  | 3-2  |
| Atlético Madrid  | 0-0  | –––– | 1-2  | 2-0  | 1-0  | 2-2  | 1-0  | 3-0  | 2-1  | 3-0  | 2-1  | 0-1  | 0-1  | 2-1  | 2-0  | 1-1  | 0-0  | 2-3  |
| Barcellona       | 0-0  | 2-2  | –––– | 4-0  | 4-0  | 1-0  | 2-0  | 1-0  | 6-0  | 2-0  | 2-0  | 3-2  | 4-0  | 1-1  | 4-2  | 3-1  | 2-0  | 1-1  |
| Betis            | 0-2  | 0-1  | 1-2  | –––– | 2-0  | 3-1  | 1-0  | 0-1  | 0-2  | 3-1  | 1-2  | 4-1  | 2-0  | 0-0  | 1-1  | 1-2  | 1-2  | 1-3  |
| Elche            | 1-0  | 1-1  | 0-0  | 2-1  | –––– | 0-3  | 2-0  | 1-1  | 0-0  | 0-0  | 2-0  | 0-1  | 0-0  | 1-1  | 1-1  | 0-0  | 0-0  | 0-1  |
| Español          | 1-0  | 0-0  | 0-0  | 0-1  | 1-0  | –––– | 2-2  | 0-0  | 1-0  | 1-0  | 5-0  | 2-0  | 3-2  | 1-3  | 2-2  | 1-0  | 2-2  | 3-2  |
| Hércules         | 0-0  | 1-3  | 1-0  | 2-2  | 1-0  | 0-0  | –––– | 1-1  | 2-1  | 1-1  | 2-0  | 2-2  | 0-0  | 0-0  | 2-1  | 0-0  | 1-1  | 2-0  |
| Malaga           | 0-1  | 1-0  | 1-2  | 1-1  | 0-0  | 1-1  | 1-1  | –––– | 0-0  | 2-1  | 2-0  | 1-1  | 2-0  | 1-3  | 3-1  | 0-1  | 0-0  | 0-0  |
| Real Murcia      | 0-0  | 0-1  | 1-1  | 0-1  | 2-1  | 1-0  | 0-2  | 4-0  | –––– | 0-0  | 3-1  | 0-1  | 0-3  | 2-2  | 1-2  | 2-0  | 0-3  | 0-3  |
| Osasuna          | 1-2  | 0-0  | 1-2  | 1-2  | 2-2  | 5-0  | 2-1  | 1-0  | 2-0  | –––– | 0-0  | 1-0  | 0-1  | 1-0  | 3-0  | 4-0  | 0-0  | 2-0  |
| Racing Santander | 1-0  | 1-2  | 0-0  | 1-1  | 2-0  | 1-3  | 2-0  | 2-0  | 2-2  | 5-0  | –––– | 0-0  | 1-1  | 1-0  | 1-0  | 1-0  | 1-0  | 1-1  |
| Real Madrid      | 2-2  | 0-4  | 0-3  | 3-2  | 6-1  | 4-1  | 0-1  | 0-0  | 5-0  | 1-0  | 3-0  | –––– | 1-2  | 1-1  | 2-0  | 1-2  | 0-0  | 1-0  |
| Real Saragozza   | 1-0  | 1-1  | 2-4  | 0-0  | 1-0  | 1-1  | 0-1  | 0-0  | 3-0  | 1-2  | 0-0  | 0-2  | –––– | 1-2  | 1-1  | 4-1  | 2-0  | 2-2  |
| Real Sociedad    | 1-2  | 0-4  | 0-0  | 0-1  | 2-0  | 2-0  | 4-0  | 0-1  | 4-0  | 0-2  | 0-0  | 0-3  | 2-1  | –––– | 0-0  | 5-1  | 0-0  | 4-1  |
| Real Valladolid  | 0-0  | 2-2  | 1-2  | 3-1  | 1-2  | 1-1  | 3-1  | 1-1  | 1-1  | 2-3  | 1-0  | 1-1  | 1-1  | 1-1  | –––– | 2-3  | 0-0  | 1-0  |
| Siviglia         | 3-0  | 2-4  | 2-2  | 1-0  | 1-1  | 0-0  | 2-0  | 2-0  | 0-0  | 1-2  | 0-0  | 1-0  | 2-1  | 0-1  | 0-2  | –––– | 0-1  | 0-0  |
| Sporting Gijón   | 1-1  | 2-1  | 2-2  | 1-1  | 2-0  | 1-0  | 4-0  | 2-0  | 1-0  | 1-0  | 0-0  | 1-1  | 0-2  | 1-0  | 1-3  | 2-0  | –––– | 1-1  |
| Valencia         | 1-1  | 0-0  | 2-5  | 0-1  | 0-0  | 5-1  | 3-0  | 1-1  | 1-1  | 0-0  | 0-0  | 1-0  | 4-1  | 2-0  | 0-0  | 0-0  | 0-2  | –––– |

## Statistiche

### Capoliste solitarie
|    | —— | —— | ——         | —— | —— | —— | —— | —— | ——  | ——  | ——  | ——  | ——  | ——  | ——  | ——  | ——  | ——  | ——  | ——  | ——  | ——  | ——  | ——  | ——  | ——  | ——  | ——  | ——  | ——  | ——  | ——  | ——  | —— |  |
|    |    |    | Barcellona |    |    |    |    |    |     |     |     |     |     |     |     |     |     |     |     |     |     |     |     |     |     |     |     |     |     |     |     |     |     |    |  |
|    |    |    |            |    |    |    |    |    |     |     |     |     |     |     |     |     |     |     |     |     |     |     |     |     |     |     |     |     |     |     |     |     |     |    |  |
|    |    |    |            |    |    |    |    |    |     |     |     |     |     |     |     |     |     |     |     |     |     |     |     |     |     |     |     |     |     |     |     |     |     |    |  |
| 1ª | 2ª | 3ª | 4ª         | 5ª | 6ª | 7ª | 8ª | 9ª | 10ª | 11ª | 12ª | 13ª | 14ª | 15ª | 16ª | 17ª | 18ª | 19ª | 20ª | 21ª | 22ª | 23ª | 24ª | 25ª | 26ª | 27ª | 28ª | 29ª | 30ª | 31ª | 32ª | 33ª | 34ª |    |  |

#### Primati stagionali
- Maggior numero di vittorie: Barcellona (21)
- Minor numero di sconfitte: Barcellona (2)
- Migliore attacco: Barcellona (69 reti segnate)
- Miglior difesa: Sporting Gijón (23 reti subite)
- Miglior differenza reti: Barcellona (+44)
- Maggior numero di pareggi: Real Valladolid (16)
- Minor numero di pareggi: Betis, Osasuna (8)
- Maggior numero di sconfitte: Real Murcia (18)
- Minor numero di vittorie: Elche, Real Murcia (6)
- Peggior attacco: Elche (18 reti segnate)
- Peggior difesa: Real Murcia (52 reti subite)
- Peggior differenza reti: Real Murcia (-28)

### Individuali

#### Classifica marcatori
| Gol |  |  | Giocatore          | Squadra         |
| --- |  |  | ------------------ | --------------- |
| 19  |  |  | Hugo Sánchez       | Atlético Madrid |
| 17  |  |  | Jorge Valdano      | Real Madrid     |
| 15  |  |  | Steve Archibald    | Barcellona      |
| 14  |  |  | Michel Pineda      | Español         |
| 14  |  |  | Luis Mario Cabrera | Atlético Madrid |
| 12  |  |  | Jesús Orejuela     | Osasuna         |